# Ščuke pa ni, ščuke pa ne
Ščuke pa ni, ščuke pa ne je bila slovenska humoristična televizijska serija iz 1980.
Serija se sastoji od sedam 50-minutnih epizoda.

## Epizode
1. Mladi novinar, tolmun, nagrada
2. Dialogi
3. Krapi so, ščuke pa ni
4. Nazaj na center, nazaj v partizane
5. Novi direktor, nova metla
6. Nova oddaja in direktorjev rojstni dan
7. Nosečnost, rotacija, tolmun